# Orsich-kastély (Samci)
A samci Orsich-kastély (horvátul: Dvorac Orsich) egy barokk főúri kastély Horvátországban, a Horvát Zagorje területén fekvő Gornja Stubicához (Felsősztubica) tartozó Samci nevű településen.

## Fekvése
A samci Orsich-kastély épületegyüttese Gornja Stubica központjának közvetlen közelében, Samci településen, az azonos nevű kis domb sík platóján áll. 

## Története
A Samci-dombon állt egykori nemzetségi vár történetéről nagyon keveset tudunk. A maradványai előtt álló információs tábla arról beszél, hogy már a 12. században állt, először csak 1476-ban említik, mint Henning Miklós özvegyének, Tóth Dórának és fiának, szomszédvári Henning Ivánnak a tulajdonát. Bár nem zárható ki, hogy ezt a várat egy régebbi, védelmi célokat szolgáló építmény előzte meg, a reneszánsz várépítészet jellemzőit viselő, jól ismert épületelemei alapján (a földszinti védőfalak ferde külső homlokzata, téglalap alakú alaprajz, erős, szögletes támpillérek) feltételezhetjük, hogy a Henningek építették a 15. század közepén. Később birtokosai között említik Gregoriáncz Ambrust (1543) és fiát, Istvánt, aki 1574-ben eladta Petricsevics II. Ivánnak. Ebben a dokumentumban ezt az erődöt felsőstubicai nemesi kúriának (curiam nobilitaris in Felso Stubycza) nevezik. A vár utolsó birtokosa a Petricsevicsek közül Petricsevics Ferenc volt, aki felesége, Keglevics Katalin meggyilkolása miatt, mivel vagyonának a királyi kamara javára történő elvesztése fenyegette 1658-ban a többi családi birtokkal együtt sógorának, Orsich Iván Ferencnek hagyta. Bár a királyi kamara megsemmisítette a szerződést és lefoglalta Petricsevics birtokait, a király 1660-ban mégis Orsichéknak adta azokat. Annak érdekében, hogy sógora ne maradjon hajléktalanul, Orsich titkos szerződést kötött vele, amely lehetővé tette számára, hogy haláláig minden korábbi vagyonát élvezhesse. Nem kellett sokáig várnia a szerződés teljesítésére, mert Petricsevics Ferenc már 1662-ben meghalt. 1756-ban Orsich II. Kristóf a vár mellé barokk kastélyt építtetett. Orsich birtokában a régi erőd, annak ellenére, hogy az átépítések miatt a kastéllyal volt összeköttetésben, lassan és biztosan pusztult, végül az 1880-as nagy földrengés mérte rá végső csapást, amely után megkezdődött szisztematikus lebontása. A nagy földrengés után épült a klasszicista homlokzat a timpanonnal és a dór oszlopokkal. Legépebben megmaradt része az illuzionista freskókkal díszített kápolna. Barokk oltárán Xavéri Szent Ferenc életéből vett jelenetek láthatók, a barokk festészet egyik kiválóságának Anton Lerchingernek a munkái. A kastély 1924-ig volt főúri lakhely, majd alapiskolaként működött, illetve a helyi földműves szövetkezet használatában volt. Felújítása az 1960-as évek végén kezdődött és az 1970-es évekre teljesen megújult. Ezután a horvát parasztfelkelés múzeumát nyitották meg benne. Ma ajándékot és háztartási eszközöket árusító bolt is működik itt.

## Leírása
Az épület együttes egy középkori nemzetségi vár maradványaiból és egy barokk kastélyból áll, amelyet 1756-ban Orsich II. Kristóf építtetett. A nemzetségi várból mára csak az északi része maradt meg, részben beépítve a barokk kastély építményébe. A vár északi védőfala szakaszosan maradt fenn nyugatról keleti irányban körülbelül 16 m hosszan. Korábbi külső, északi homlokzatára támaszkodik a barokk kastély harmadik vagy déli, árkádos szárnya, amely kommunikációs összeköttetésként szolgált a barokk kastély és a vár között. E szárny első emeletén megőrződött a vár bejárati kapuja, amelyet valószínűleg a barokk kastély építése során törtek át. A barokk kastély déli oldalszárnyának kezdeti falába való beépítésének köszönhetően a nemzetségi vár északi védőfala emeletnyi magasságban megmaradt. Az északi védőfalra merőlegesen áll a nyugati védőfal egy töredéke, amely északról délre körülbelül 3,50 m hosszúságban halad. A vár északi és nyugati falának találkozásánál az első és a második emelet határán megmaradt az erkély tartókonzolja, valamint az északi és a keleti védőfalak egykori csomópontjában egy erős támpillér alapja, amelynek maradványai a barokk kastély nyugati és északi szárnyai közötti udvar közepén találhatók. A nemzetségi vár fennmaradt falai az alapoknál körülbelül 1,20 m szélesek, felfelé kissé keskenyednek, és durván megmunkált, kisebb méretű kövekből épülnek, mészhabarccsal összekötve.
Mivel az épületegyüttes területén soha nem végeztek régészeti feltárásokat az építés idejének és a nemzetségi vár elrendezésének kiderítésére, az épületmaradványok, valamint a régi ábrázolások és fényképek alapján feltételezhetjük, hogy kisebb, kétszintes, négyszögletes alaprajzú, támpillérekkel megtámasztott védelmi létesítmény volt. A vár északnyugati sarkánál, a második emelet magasságában egy kiugró erkély volt, amelynek déli oldalát 1916-ban az eredeti magasságának majdnem felével megőrizték. Valószínűleg egy, a keleti fal közepén emelt téglalap alaprajzú, védelmi célokat szolgáló építményen át lehetett rá bemenni. Bár alapjainak 1861-ből származó alaprajzon található megjelenése alapján csak egyfajta rizalitnak nevezhető, tipológiailag hasonló védőelemekkel való összehasonlítás alapján feltételezhetjük, hogy ez egy kisebb kaputorony volt. Tekintettel a domb nagy platójára, amelyen a vár állt, nagyon valószínű, hogy a kor szinte minden védelmi rendszeréhez hasonlóan egy mély árok is övezte. Központjában volt egy kerek kút. 